# Podochilus steinii
Podochilus steinii är en orkidéart som beskrevs av Johannes Jacobus Smith. Podochilus steinii ingår i släktet Podochilus och familjen orkidéer. Inga underarter finns listade i Catalogue of Life.